# Старченко Василь Федорович

Надгробок В. Ф. Старченка

Васи́ль Фе́дорович Ста́рченко (7 (20) березня 1904 , Темрюк, Маріупольський повіт, Катеринославська губернія, Російська імперія  — 17 липня 1948 , Київ ) — агрохімік, радянський державний діяч, член-кореспондент АН УРСР за спеціальністю агрохімія з 12.02.1945 року. Кандидат у члени ЦК КП(б)У (1938–1940), Член ЦК КП(б)У (1940–1948). Кандидат у члени ЦК ВКП(б) (1939–1948). Депутат Верховної Ради УРСР 1–2-го скликань. Заступник голови Президії Верховної Ради УРСР 1-го скликання. Депутат Верховної Ради СРСР 1–2-го скликань (з січня 1941 року).

## Біографія
Народився 7 (20) березня 1904 року в селі Темрюк (нині — у Нікольському районі Донецької області).
Народився в родині селянина-бідняка. З 9 років працював у сільському господарстві. У 1918 році закінчив двокласне училище і поступив у Верхньодніпровське середнє сільськогосподарське училище. У 1923 році закінчив Верхньодніпровську сільськогосподарську профшколу. У 1923–1925 роках навчався на рільницькому факультеті Ерастовського сільськогосподарського технікуму. У 1925—1929 роках навчався в Київському сільськогосподарському інституті. Член ВКП(б) з 1928 року.
У 1929–1930 роках працював науковим співробітником агровідділу Всесоюзного науково-дослідного інституту цукрової промисловості. У 1930–1932 роках навчався в аспірантурі при Всесоюзному науково-дослідному інституті цукрової промисловості. З 1932 до 1934 року працював агрономом в Сортонасінтресті, інспектором по дослідно-селекційних станціях. У 1934—1938 роках був директором і науковим керівником Миронівської дослідно-селекційної станції Київської області. З березня до червня 1938 року працював начальником виробничого управління (відділу) Київського обласного земельного відділу.
У червні — 22 грудня 1938 року — голова виконавчого комітету Київської обласної ради депутатів трудящих.
З 21 грудня 1938 року — заступник голови Ради Народних Комісарів УРСР, з 1946 року — заступник голови Ради Міністрів УРСР.
Помер 17 липня 1948 року. Похований в Києві на Лук'янівському кладовищі разом із родиною.

## Нагороди
Нагороджений двома орденами Леніна, орденом Червоного Прапора (1.04.1943), орденом Богдана Хмельницького І ст. (2.05.1945), орденом Вітчизняної війни І ст., Великою золотою медаллю сільськогосподарської виставки, медаллю «Партизану Вітчизняної війни» І ст., медаллю «За перемогу над Німеччиною у Великій Вітчизняній війні 1941—1945 рр.», медаллю «За доблесний труд у Великій Вітчизняній війні 1941–1945 рр.».

## Родина
Донька — Олена Старченко (1946—2023), головний зберігач фондів Музею історичних коштовностей України, заслужений працівник культури України.

## Вшанування
2 серпня 1948 року Указом Президії Верховної Ради УРСР «Про увічнення пам'яті заступника голови Ради Міністрів Української РСР В. Ф. Старченка» Миронівський район Київської області перейменований на Старченківський.